# Parcul Natural Munții Maramureșului
Parcul Natural Munții Maramureșului este o arie protejată de interes național ce corespunde categoriei a V-a IUCN (parc natural de tip peisaj terestru), desemnată în scopul protejării biodiversității și menținerii într-o stare de conservare favorabilă a florei spontane și faunei sălbatice, precum și a unor habitate naturale aflate în arealul parcului. Acesta este situat în nord-estul județului Maramureș, pe teritoriile administrative ale orașelor Borșa și Vișeu de Sus și pe cele ale comunelor Poienile de sub Munte, Repedea, Petrova, Bistra, Moisei și Vișeu de Jos.

## Localizare
Parcul natural se află în extremitatea central-nordică a României (în imediata apropiere a graniței cu Ucraina) și cea nord-estică a județului Maramureș, în Munții Maramureșului, grupă muntoasă a Carpaților Maramureșului și Bucovinei, ce aparțin lanțului muntos al Carpaților Orientali.

## Înființare
Munții Maramureșului (cel mai înalt masiv montan aflat la granița nordică a țării, ce atinge altitudinea maximă de 1.957 m. în Vârful Farcău) se află în partea nordică a Orientalilor, învecinându-se la est cu Obcinele Bucovinei, la sud cu Munții Rodnei și Depresiunea Maramureșului, iar la nord cu Masivul Rakhiv, din țara vecină, Ucraina.

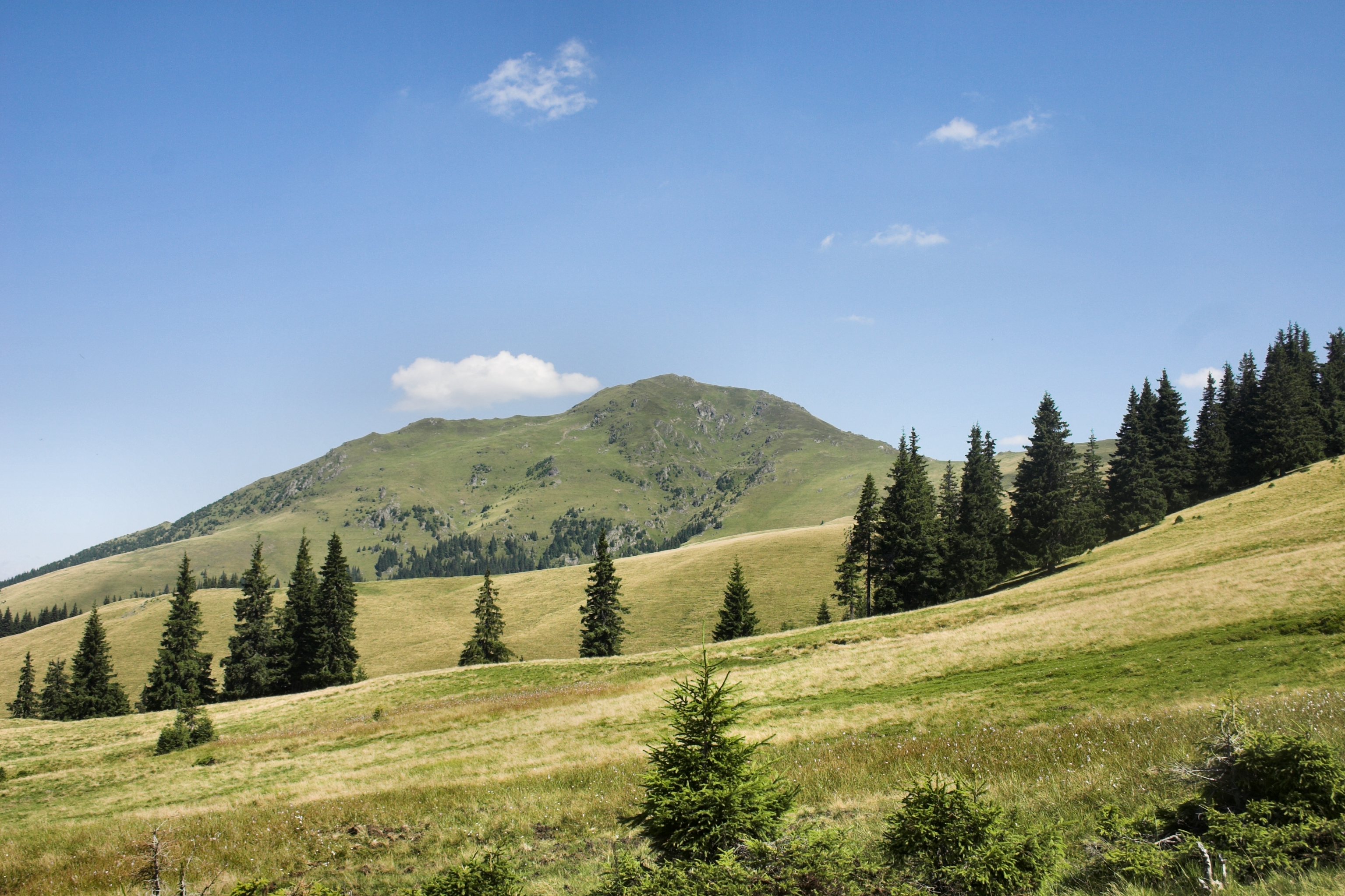
Vârful Farcău, Munții Maramureșului (1.957 m)

Parcul natural a fost declarat arie protejată prin Hotărârea de Guvern nr. 2151 din 30 noiembrie 2004, publicată în Monitorul Oficial al României, nr. 38 din 12 ianuarie 2005 (privind instituirea regimului de arie naturală protejată pentru noi zone) și se întinde pe o suprafață de 148.850 hectare. Aria protejată se suprapune în mare parte sitului de importanță comunitară - Munții Maramureșului.
Parcului Natural Munții Maramureșului reprezintă un areal montan (păduri, pajiști, goluri alpine, stâncării și văii) bogat în floră constituită din gorunete și făgete, molidișuri, jnepenișuri și ierburi; ce adăpostește, conservă și asigură condiții prielnice de viețuire mai multor specii de faună sălbatică (reprezentată de o gamă diversă de mamifere, păsări, reptile, amfibieni, pești și insecte) protejată la nivel local sau european. 
Parcul include patru rezervații naturale de interes național corespunzătoare categoriei a IV-a IUCN; astfel: Vârful Farcău - Lacul Vinderelu - Vârful Mihăilecu (rezervație naturală de tip geologic, florisic și peisagistic) ce adăpostește rarități floristice, printre care: afin vânăt, floare de colț, bumbăcăriță sau vulturică.; Cornu Nedeii - Ciungii Bălăsinii - arie naturală de tip faunistic instituită în scopul protejării cocoșului de mesteacăn, o specie de pasăre din familia fazanilor; Poiana cu narcise Tomnatec - Sehleanu, rezervație naturală de tip floristic și peisagistic creată în scopul protejării unei comunități de narcise din specia Narcissus radiiflorus care vegetează la o altitudine de 1600 m. în versantul drept al vârfului Tomnatec (1.618) și Stâncăriile Sâlhoi - Zâmbroslavele, arie naturală protejată de tip geologic, botanic și peisagistic. Aceasta adăpostește o specie de plantă cunoscută de localnici sub denumirea populară de lingurea (Cochelaria pyrineaca var. borzaeana).

## Geologie și geomorfologie
Parcul Natural Munții Maramureșului reprezintă o zonă montană cu o mare variație reliefală, astfel: relief vulcanic atribuit perioadei mezozoice (în vârfurile Farcău, Mihăilecu), relief glaciar (în Pietrosul Maramureșului, Farcău, Mihăilecu), relief periglaciar din perioada geologică a pleistocenului, relief dezvoltat pe calcare (în bazinul superior al văii Repedea și în abrupturile vârfurilor Farcău și Mihăileacu), precum și forme de relief dezvoltate pe șisturi cristaline (în bazinele văilor Vaserului și Ruscovei).
Parcul prezintă o culme geomorfologică principală fragmentată de mai multe vârfuri (Farcău, Stogu, Mihăilecu, Pop-Ivan), la care se adaugă diverse forme de relief constituite din versanți calcaroși, abrupturi stâncoase, versanți cu o singură pantă (monoclinali), culmi domoale, doline, văi, mlaștini (Tăul Băiței), cheiuri, defileuri, circuri glaciare, peșteri și avene. 
Din punct de vedere geologic parcul este constituit în cea mai mare parte din șisturi cristaline (micașisturi, gnaise, siricite, pegmatite, amfibolite în bazinele văilor Ruscova, Bistra, Vaser și Frumușaua) și flișuri (conglomerate, gresii și marne) negre (atribuite jurasicului superior) în culmile Vârfului Farcău și în bazinele superioare ale văilor Vaserului și Ruscovei.

## Hidrografie

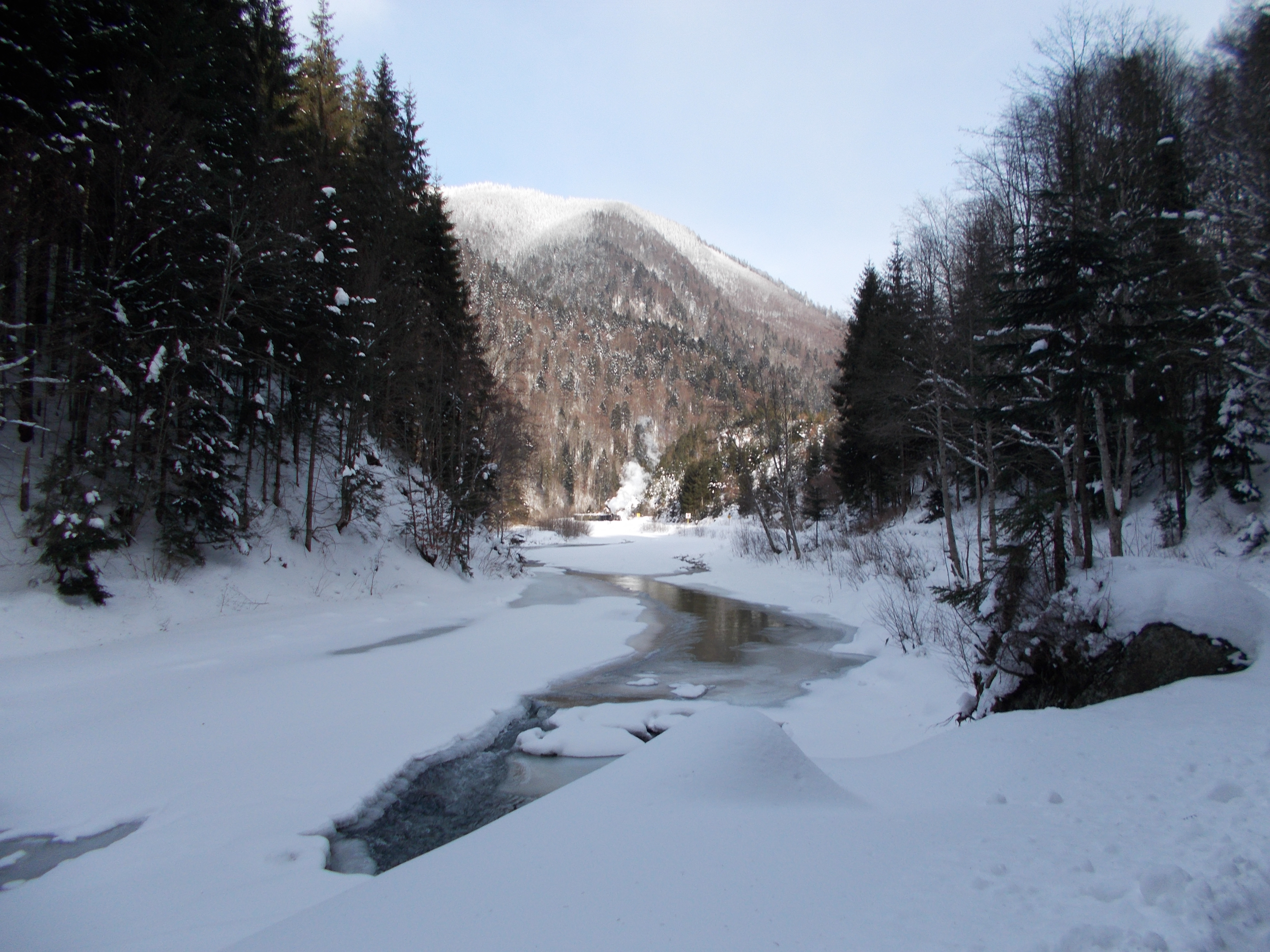
Peisaj de iarnă pe Valea Vaserului

Apele de suprafață ale parcului natural aparțin bazinelor hidrografice ale mai multor râuri, astfel: Râul Vișeu (afluent de stânga al Tisei) cel care mărginește la sud parcul natural, cel care adună apele celor mai multe pâraie de dreapta care străbat aria naturală (Vaser, Ruscova, Frumușeaua, Vișeuț, Valea Vinului, Valea Morii, Bistra); Râul Vaser cu afluenții: Coman, Valea Babei, Puru, Lostun, Făina, Botiz, Valea Peștilor, Catarama, Micislău, Novicior, Novăț; Râul Ruscova cu afluenții: Budescu, Lutoasa, Bardiu, Covașnița, Drahmirov, Roșușul, Paulic, Pentaia, Repedea, Ialnic și Valea Frumușeaua.
În suprafața parcului, pe șeaua dintre vârfurile Farcău și Mihăilecu se află Lacul Vinderelu, lac glaciar alimentat de izvorul pârâului omonim și de apele provenite din precipitații și topirea zăpezilor.

## Climă
Clima este una continental-moderată, în general rece și umedă în zonele înalte, cu interferențe de aer cald tropical în zonele joase, cu veri răcoroase și ierni geroase (cu diferențiere de altitudine). Temperatura medie anuală este cuprinsă între 0 și 6 °C. Vânturi dominante sunt cele din partea vestică și sud-vestică. Precipitațiile medii anuale se încadrează între 800 și 1.200 mm.

## Biodiversitate
Munții Maramureșului prezintă o arie naturală cu o diversitate floristică și faunistică ridicată, exprimată atât la nivel de specii cât și la nivel de ecosisteme terestre.
În arealul parcului sunt întâlnite clase de habitate de tip: păduri de molid, fag și brad; păduri dacice de fag și carpen cu colțișor (Dentaria bulbifera); păduri sud-est carpatice de fag și brad cu vulturică (Hieracium rotundatum); păduri de fag cu scradă (Festuca drymeja), păduri dacice de fag și carpen cu rogoz (Carex pilosa); păduri mixte de fag și tei argintiu cu rogozuri din specia Carex brevicollis; păduri de paltin frasin și ulm; păduri de gorun, fag și carpen; păduri geto-dacice de gorun, păduri de molid și brad cu vulturică; păduri aluviale cu salcie albă; tufărișuri dacice cu cătină mică (Myricaria germanica); tufărișuri alpine boreale; tufărișuri de smârdar și afin; tufărișuri de smârdar cu jneapăn, tufărișuri de ienupăr; mlaștini oligotrofe cu rogozuri de tipul Carex limosa; turbării active; pajiști alpine și boreale pe substrat silicos; pajiști cu vegetație de păiuș și lăptiucă, pajiști cu unghia-păsării și țăpoșică; pajiști cu ovăscior argintiu și crețișoară.

### Floră
Flora parcului natural este constituită din specii vegetale distribuite etajat, în concordanță cu structura geologică, caracteristicile solului și climei, structurii geomorfologice sau altitudinii.
Arbori și arbusti
Păduri de conifere cu specii arboricole de: brad (Abies alba), molid (Picea Abies), pin (Pinus), larice (Larix decidua), zâmbru (Pinus cembra), zadă (Larix), tisă (Taxus baccata).
Păduri de foioase cu arboret de: fag (Fagus sylvatica), gorun (Quercus petraea), stejar (Quercus robur), carpen (Carpinus betulus), paltin de munte (Acer pseudoplatanus), tei (Tilia cordata), frasin (Fraxinus excelsior), jugastru (Acer campestre), mesteacăn (Betula pendula), castan sălbatic (Aesculus hippocastanum), ulm (Ulmus glabra), arțar (Acer platanoides), cireș (Prunus avium), plop tremurător (Populus tremula), arin de munte (Alnus viridis), arin negru (Alnus glutinosa), salcie albă (Salix alba), salcie căprească (Salix caprea).
Arbusti cu specii de: jneapăn (Pinus mugo), ienupăr (Juniperus communis), păducel (Crataegus monogyna), soc negru (Sambucus nigra), corn (Cornus mas), alun (Corylus avellana), mur (Robus fruticosus), zmeur (Robus idaeus), măceș (Rosa canina), afin (Vaccinum myrtillus L.).
Flori și ierburi
La nivelul ierburilor sunt întâlnite mai multe rarități floristice de pajiște sau de stâncărie (relicte glaciare, endemice, vasculare) cu specii (dintre care unele protejate prin lege) de: floare de colț (Leontopodium alpinum Cass), papucul doamnei (Cypripedium calceolus), vârtejul-pământului (Pedicularis verticillata), curechiul de munte (Ligularia sibirica), firuță-de-munte (Poa granitica ssp. disparilis), iarba-gâtului (Tozzia carpathica).

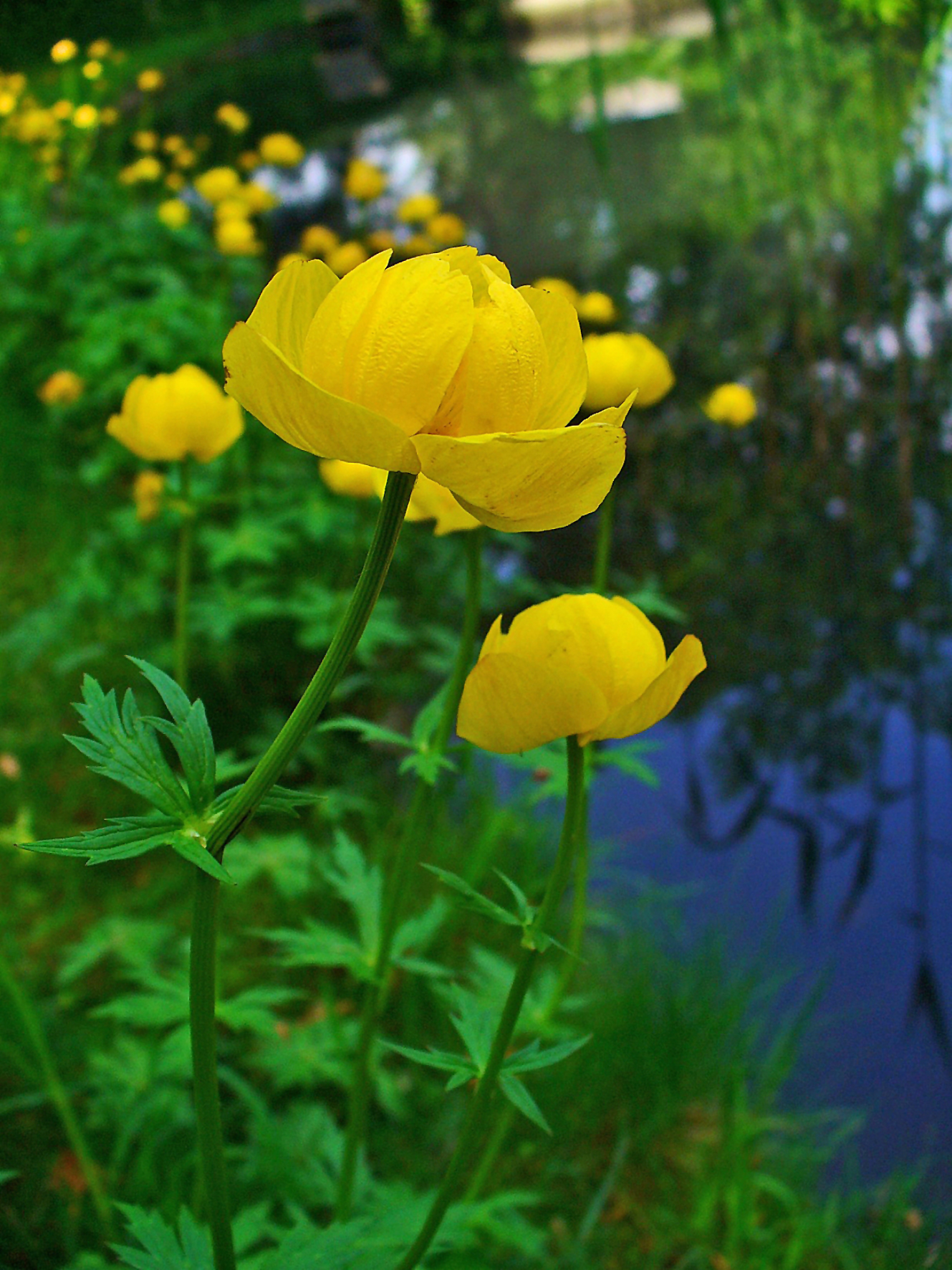
Bulbuc de munte (Trollius europaeus)

În arealul parcului sunt prezente mai multe specii de plante vasculare (carmofite) și endemice , astfel: gălbenuș (Crepis jacquinii) frigurele (Cardaminopsis neglecta), drețe (Lysimachia nemorum), gălbinele (Lysimachia punctata), limba cucului (Botrichium lunaria), iarbă-grasă (Sedum sexangulare), lopățea (Lunaria rediviva), saxifragă (Saxifraga carpatica), clopoței (Symphyandra wanneri), cupă (Gentiana kochiana), cărbuni (Phyteuma spicatum), ranunculus (Ranunculus thora), bujor de munte (Rhododendron kotschy'), rogoz (Carex strigosa), păiuș (Festuca stricta), pipirig (Juncus castasneus), scradă (Festuca drymeja).
Dintre plantele endemice pentru Carpații românești, aici vegetează specii de: bulbuc de munte (Trollius europaeus), 
brebenei (Dentaria glandulosa), gălbinel de munte (Doronicum carpaticum), garofiță de munte (Dianthus tenuifolius), coada șoricelului (Achillea schurii), omag mov (Aconitum moldavicum), crucea-pământului (Heracleum carpaticum), vulturică (Hieracium kotschyanum și Hieracium rotundatum), cădelniță (Campanula carpatica), clopoțel (Campanula serrata), splină (Chrysosplenium alpinum), piciorul cocoșului (Ranunculus carpaticus).
În parc vegetează și două specii (vulnerabile) de plante carnivore (insectofage): roua cerului (Drosera rotundifolia - relict glaciar) și foaie-grasă (Pinguicula alpina).
Alte specii de ierburi și flori semnalate în arealul parcului: narcisă (Narcissus radiiflorus), ghințură (Gentiana clusii), țăpoșică (Nardus stricta), degetăruț (Soldanella hungarica), unghia-păsării (Viola declinata), plămânărică (Pulmonaria officinalis), luceafăr (Scorzonera rosea), brândușă de toamnă (Colchicum autumnale), păștiță (Anemone nemerosa), frag (Fragaria vesca), margaretă (Leucanthemum vulgare), ovăscior argintiu (Trisetum flavescens), crețișoară (Alchemilla vulgaris), ghiocel (Galanthus nivalis), lușcă (Leucojum vernum), ciuboțica cucului (Primula vernis), coada șoricelului (Achillea millefolium), țintaură (Centaurium umbellatum), leurdă (Allium ursinum), coada-calului (Equisetum arvense).
Ciuperci comestibile
În pădurile de foioase (fag, carpen, stejar, gorun), în lizierele acestora și în tufărișurile de mesteacăm, sunt întâlnite (începând cu sfârșitul primăverii și până toamna târziu) mai multe specii de ciuperci comestibile, cu valoare alimentară ridicată.
Specii de ciuperci comestibile: hrib (Boletus edulis), hrib pucios (Boletus aereus), vinețică (Russula vesca), oiță (Russula virescens), roșcovă (Lactarius deliciosus cunoscut și sub denumirea de pita pădurii sau râșcov de brad), pălăria-șarpelui (Macrolepiota procera), iuțari (Lactarius piperatus, cunoscut și sub denumirile populare de burete usturoi, burete iute sau burete lăptos), gălbior (Cantharellus cibarius), creasta cocoșului (Ramaria botrytis), ghebe (Armillaria mellea).

### Faună
Fauna parcului este una diversificată și bine reprezentată de mai multe specii de mamifere, pești, reptile, amfibieni și insecte; dintre care unele aflate pe lista roșie a IUCN și protejate prin Directiva Consiliului Eurupean 92/43/CE (anexa I-a) din 21 mai 1992 (privind conservarea habitatelor naturale și a speciilor de faună și floră sălbatică)..
Mamifere: urs brun (Ursus arctos), cerb (Cervus elaphus), căprioară (Capreolus capreolus), lup cenușiu (Canis lupus), mistreț (Sus scrofa), vulpe (Vulpes vulpes crucigera), râs eurasiatic (Lynx lynx), nurcă europeană (Mustela lutreola), vidră de râu (Lutra lutra), veveriță (Sciurus carolinensis), pisică sălbatică (Felis silvestris silvestris), jderul de copac (Martes martes), dihor (Mustela putorius), cârtiță (Talpa europaea), chițcan de munte (Sorex alpinus), chițcan de pădure (Sorex araneus), chițcan de apă (Neomys fodiens), șoarece de câmp (Microtus arvalis), liliacul pitic (Pipistrellus pipistrellus), liliacul comun (Myotis myotis), liliac mare cu potcoavă (Rhinolophus ferrumequinum), liliac mic cu potcoavă (Rhinolophus hipposideros), liliac cu urechi de șoarece (Myotis blythii).

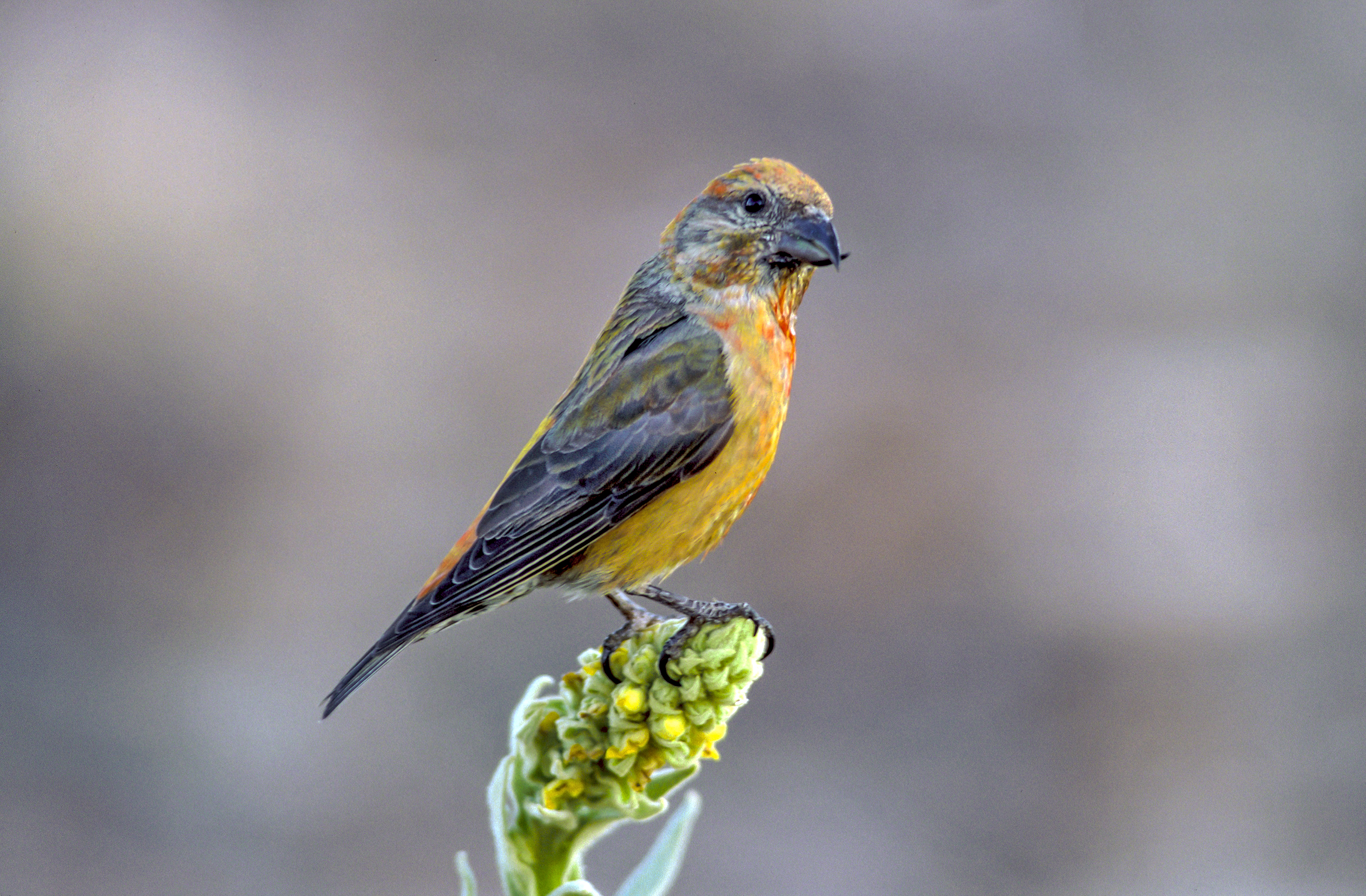
Forfecuță (Loxia curvirostra)

Păsări protejate la nivel european prin Directiva CE 147/CE (anexa I-a) din 30 noiembrie 2009 și Directiva 79/409/CEE din 2 aprilie 1979 (privind conservarea păsărilor sălbatice): acvilă de munte (Aquila chrysaetos), șorecar comun (Buteo buteo), cocoș de munte (Tetrao urogallus), cocoș de mesteacăn (Lyrurus tetrix), uliu porumbar (Accipiter gentilis), uliu păsărar (Accipiter nisus), ieruncă (Tetrasts bonasia), acvilă-țipătoare-mică (Aquila pomarina), corb (Corvus corax), șoim călător (Falco peregrinus), barză albă (Ciconia ciconia), barză neagră (Ciconia nigra), mierlă de apă (Cinclus cinclus), mierlă (Turdus merula), codobatură (Motacilla alba), fluierar-de-munte (Tringa hypoleucos), codobatură-de-munte (Motacilla cinerea), ciocănitoare-de-munte (Pycoides tridactylus), ciocănitoare verde (Picus viridis), ciocănitoare sură (Picus canus), ciocănitoare cu spatele alb (Dendrocopos leucotos), ciocănitoarea neagră (Dryocopus martius), scatiu (Carduelis spinus), pițigoi-de-brădet (Parus ater), mugurar (Pyrrhula pyrrhula), porumbelul de scorbură (Calumba aenas), forfecuță (Loxia curvirostra), pupăză (Upupa epops), nagâț (Vanellus vanellus), cuc (Cuculus canorus), sticlete (Carduelis carduelis), pițigoi-moțat (Parus cristatus), vânturel (Falco vespertinus), vânturel roșu (Falco tinnunculus), cristelul de câmp (Crex crex), huhurez-mic (Strix aluco), huhurez-mare (Strix uralensis), muscar mic (Ficedula parva), muscar gulerat (Ficedula albicollis), ciocârlia de pădure (Lullula arborea), sturz-de-vâsc (Turdus viscivorus), aușel (Regulus regulus);
Reptile și amfibieni: șopârla de munte (Lacerta vivipara), șarpele lui Esculap (Elaphe longissima), năpârcă (Anguis fragilis), salamandră (Salamandra salamandra), triton carpatic (Triturus montadoni), broasca-cu-burta-galbenă (Bombina veriegata), broasca-râioasă-verde (Bufo viridis), broasca-roșie-de-pădure (Rana dalmatina), broasca-roșie-de-munte (Rana temporaria);
Pești: lostriță (Hucho hucho), lipan (Thymallus thymallus), mreană vânătă (Barbus meridionalis), porcușorul de vad (Gobio uranoscopus) zglăvoc (Cottus gobio), zglăvoacă pestriță (Cottus coecilopus), păstrăv de apă dulce (Salmo trutta fario), boiștean (Phoxinus phoxinus), clean dungat (Leuciscus souffia), scobar (Chondrostoma nasus);
Nevertebrate (gândaci, cărăbuși, fluturi): cosașul transilvan (Pholidoptera transsylvanica), croitorul de fag (Rosalia alpina), un gândac din specia Pseudogaurotina excellens și doi cărăbuși (Carabus hampei, Carabus zawadszkii ), melcul cerenat bănățean (Chilostoma banaticum); precum și câteva specii rare de fluturi: Parnassius mnemosyne (apolonul negru), Lycaena dispar (fluturele purpuriu) și Colia myrmidone.

## Aspecte socio-culturale și economice
Modul de viață al localnicilor, obiceiurile și portul popular, sistemul de credințe moștenite de la o generație la alta, manifestările culturale („Armonii de primăvară” de la Vișeu de Sus - festival de literatură și folclor, „Ruptul Sterpelor” de la Bistra - separarea oilor cu lapte de cele sterpe, „Sărbătoarea Narciselor” de la Repedea, „Sus pe Valea Vaserului” - festival dedicat țipțerilor din Vișeu de Sus, „Hora la Prislop” – Pasul Prislop, Borșa, „Serbările Zăpezii” de la Borșa, „Serbările Vișeului”) și religia; înscrie arealul în aceleași coordonate ale etnicității maramureșene. 
Economia zonei este bazată pe exploatarea și prelucrarea lemnului, creșterea animalelor, turism (bisericile de lemn, rezervațiile naturale, „Mocănița de pe Valea Vaserului”) și construcții.
Maramureșenii, pe lângă costumele populare tradiționale mai păstrează și astăzi vâltorile de apă. Aceste instalații funcționează pe principiul hidraulic și sunt utilizate pentru spălarea, limpezirea și îndesirea pănurilor și cergilor (materiale textile confecționate la războiul de țesut).

## Vulnerabilitate
Presiunea antropică asupra sitului este una destul de ridicată, atât din cauza afluenței mari de turiști, cât și a unor lucrări de exploatare a resurselor minerale în balastiere. Vulnerabilitatea ariei protejate se datorează mai multor factori umani; astfel: turismul necontrolat, braconajul, pășunatul răzleț, exploatările forestiere ilegale ce duc la suprimarea unor habitate, arderea vegetației, distrugerea unor exemplare din flora spontană, capturarea ilegală a unor specii din fauna sălbatică a parcului, extinderea anexelor gospodărești și terenurilor agricole sau practicarea unor sporturi extreme (mașini de teren, ATV-uri, motociclete) ce perturbă fonic arealul.

## Căi de acces
- Drumul național DN18 pe ruta: Baia Mare - Baia Sprie - Mara - Vadu Izei - Crăciunești - Rona de Jos - Petrova - Leordina - Vișeu de Sus[69]

## Decor de film
Parcul Natural Munții Maramureșului a constituit un impresionant decor al filmului documentar „Țapinarii - Tribul Muntelui” în regia lui Petru Pap. Filmul a participat la Festivalul internațional de scurtmetraje „Filmul de Piatra” (Piatra Neamț) din septembrie 2014, unde primește Premiul special al juriului pentru imagine.

## Obiective turistice
În vecinătatea parcului natural se află mai multe obiective de interes turistic (lăcașuri de cult, monumente istorice, case memoriale, arii naturale protejate, muzee, locuri de agrement), astfel: 

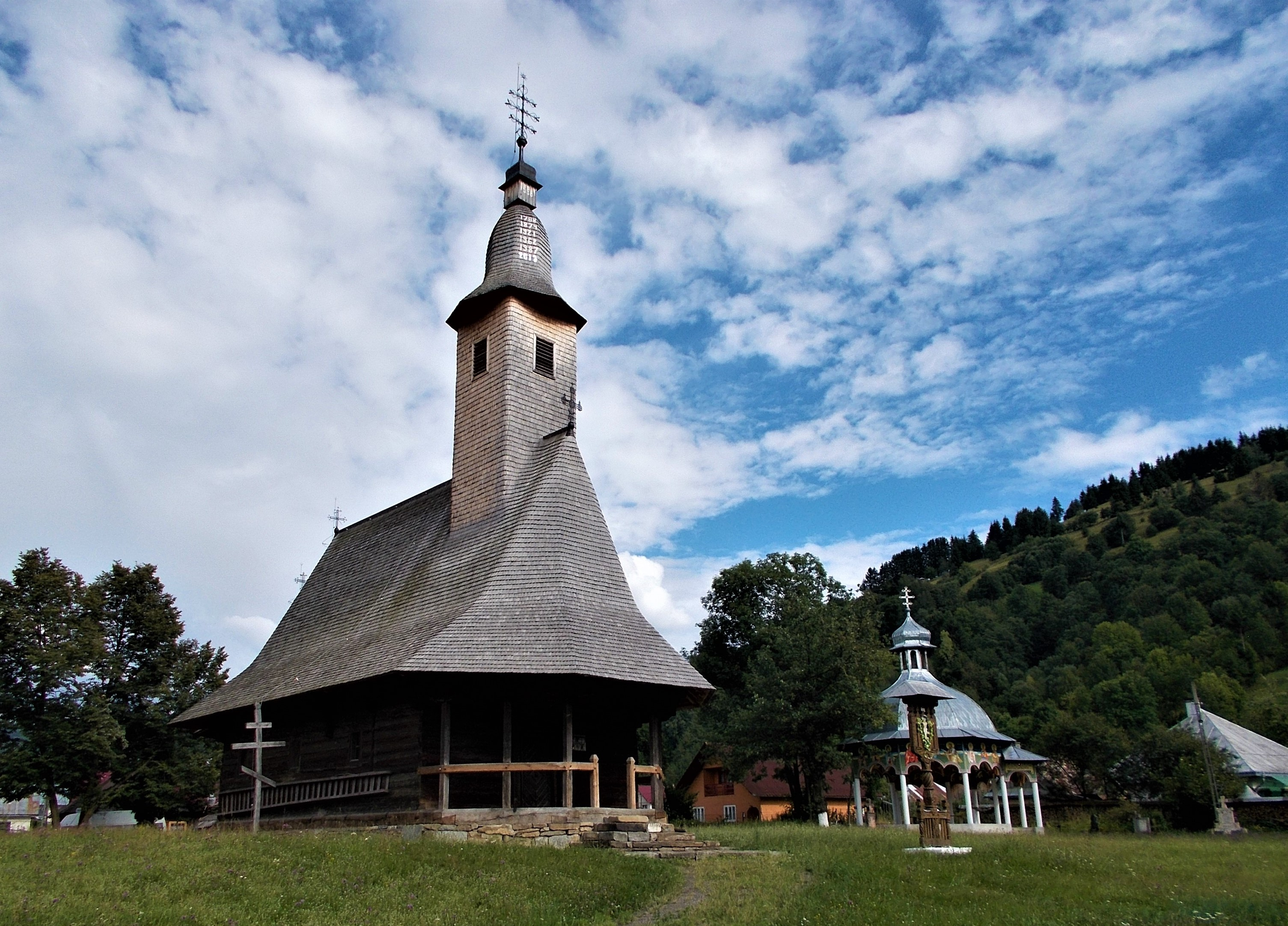
Biserica de lemn din Poienile de sub Munte

Lăcașuri de cult, monumente istorice, muzee
- Biserica de lemn din Borșa din Jos cu hramul „Sfinții Arhangheli Mihail și Gavriil”, construcție 1700, lăcaș de cult (monument istoric) aflat în orașul Borșa.
- Biserica de lemn „Adormirea Maicii Domnului” din Moisei a fost construită în anul 1672 (monument istoric) și se află în incinta Mănăstirii Moisei.
- Biserica romano-catolică „Sf. Ioan și Ana” din orașul Vișeu de Sus. Clădirea a fost ridicată în anul 1812 și se află pe lista monumentelor istorice din județul Maramureș.
- Biserica de lemn din Poienile de sub Munte (monument istoric) a fost construită în anul 1798 și are hramul „Înălțarea Domnului”.
- Biserica ortodoxă „Buna-Vestire” din Vișeu de Sus, construcție 1842, monument istoric.
- Biserica ortodoxă " Sf.Nicolae" din Vișeu de Sus, construită în stil bizantin, 1933-1937.
- Biserica „Adormirea Maicii Domunului” din satul Petrova construită în anul 1864.
- Biserica de lemn din Ruscova-Oblaz cu hramul „Sfântul Ierarh Nicolae” (deși este un important document istoric al secolului al ZVIII-lea,  clădirea nu se află pe lista monumentelor istorice).

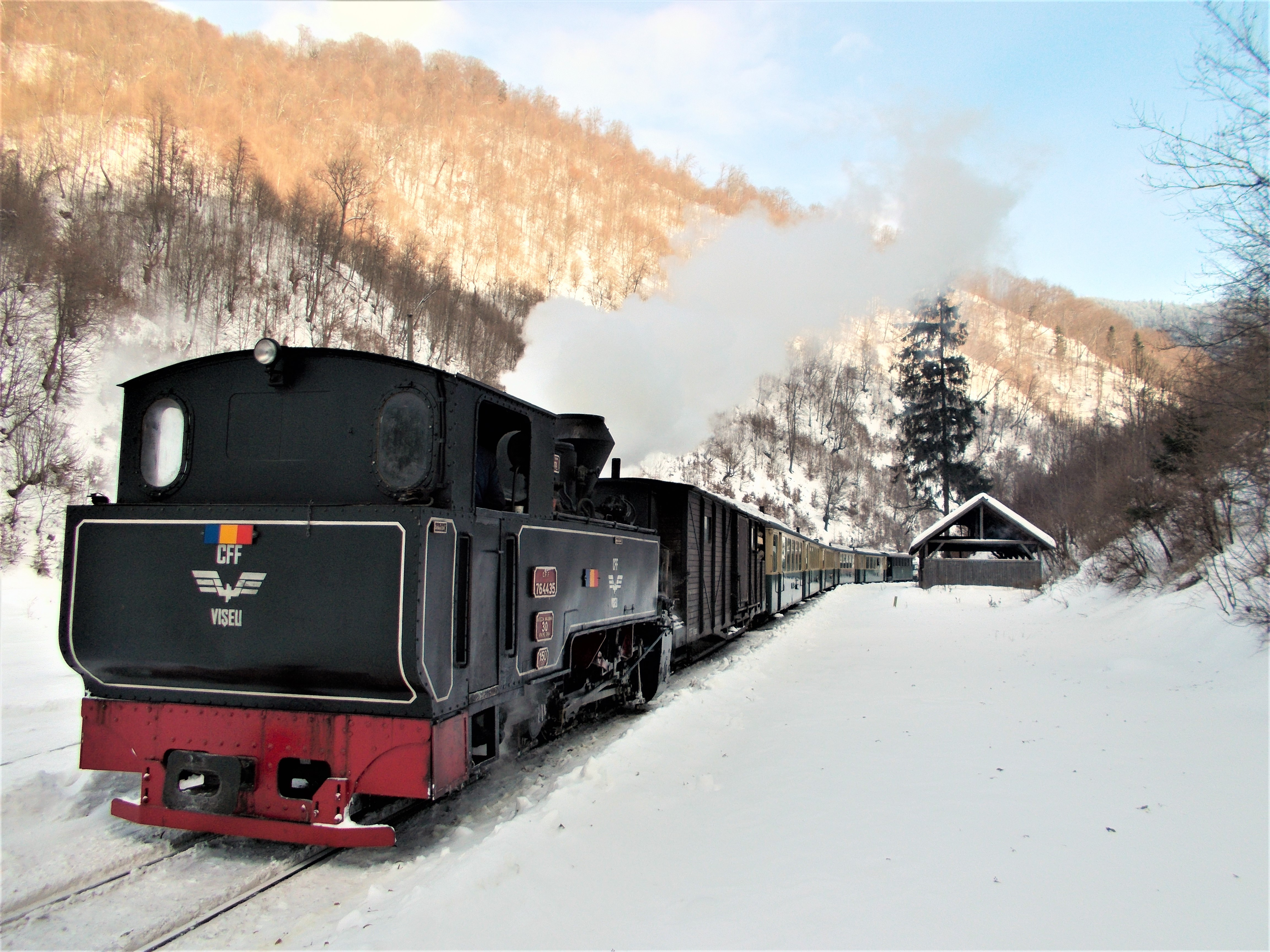
Mocănița de pe Valea Vaserului

- Muzeul de Istorie și Etnografie din Vișeu de Sus.
- Casa memorială „Havrelo Clempuș” din satul Bistra, poet de expresie ucraineană din Țara Maramureșului.[71].
- Monumentul martirilor români de la Moisei ridicat de Gheza Vida, un renumit sculptor din Maramureș. Monumentul este alcătuit din 12 figuri cioplite în piatră (reprezentând două chipuri omenești și 10 măști tradiționale).
- Mocănița de pe Valea Vaserului (monument istoric), cale ferată (forestieră) îngustă construită între anii 1930-1933 cu o lungime totală de 56 km și care este în stare de funcțiune și astăzi. Vagoanele trase de o locomotivă cu aburi asigură și transporturi în scop turistic pe un traseu (din Vișeu de Sus pe Valea Vaserului) ce ajunge până aproape granița cu Ucraina[72].

Arii protejate
- Parcul Național Munții Rodnei se află în imediata vecinătate sud-estică și este inclus în programul UNESCO, Omul și Biosfera. Parcul național se întinde pe o suprafață de 46.399 hectare și include mai multe arii protejate, printre care: Rezervația științifică Pietrosu Mare, Rezervația științifică Piatra Rea, Poiana cu narcise de pe Masivul Saca, Peștera din Valea Cobășelului, Ineu - Lala, Izvorul Bătrâna, Izvoarele Mihăiesei, Peștera și izbucul Izvorul Albastru al Izei.
- Refugiul alpin Lucăciasa, obiectiv turistic aflat la o altitudine de 1.636 m, între vârful Toroioaga Militară și Piciorul Capra.[73]

## Galerie de imagini
| Corn (Cornus mas) | Jneapăn (Pinus mugo) | Zmeur (Robus idaeus) | Mocănița pe Valea Vaserului | Hrib (Boletus edulis) |